# Сен-Жан-де-Буа
Сен-Жан-де-Буа́ (фр. Saint-Jean-des-Bois) — колишній муніципалітет у Франції, у регіоні Нормандія, департамент Орн. Населення — 177 осіб (2011).
Муніципалітет був розташований на відстані близько 240 км на захід від Парижа, 60 км на південний захід від Кана, 75 км на північний захід від Алансона.

## Історія
До 2015 року муніципалітет перебував у складі регіону Нижня Нормандія. Від 1 січня 2016 року належав до нового об'єднаного регіону Нормандія.
1 січня 2015 року Сен-Жан-де-Буа, Бошен, Френ, Ларшам, Сен-Корньє-де-Ланд, Теншебре i Івранд було об'єднано в новий муніципалітет Теншебре-Бокаж.

## Демографія
Динаміка населення (Insee ):
Розподіл населення за віком та статтю (2006):
| Стать | Всього | До 15 років | 15-24 | 25-44 | 45-64 | 65-85 | Понад 85 |
| --- | ------ | ----------- | ----- | ----- | ----- | ----- | -------- |
| Чоловіки | 84     | 16          | 4     | 16    | 28    | 20    | 0        |
| Жінки | 96     | 16          | 12    | 24    | 24    | 20    | 0        |
| \| Статево-вікова піраміда \| Статево-вікова піраміда \| Статево-вікова піраміда \| \| ----------------------- \| ----------------------- \| ----------------------- \| \| Чоловіки \| Вік \| Жінки \| \| 0 \| 85 + \| 0 \| \| 0 \| 80-84 \| 4 \| \| 4 \| 75-79 \| 4 \| \| 12 \| 70-74 \| 4 \| \| 4 \| 65-69 \| 8 \| \| 8 \| 60-64 \| 4 \| \| 8 \| 55-59 \| 4 \| \| 4 \| 50-54 \| 16 \| \| 8 \| 45-49 \| 0 \| \| 0 \| 40-44 \| 8 \| \| 0 \| 35-39 \| 0 \| \| 4 \| 30-34 \| 12 \| \| 12 \| 25-29 \| 4 \| \| 0 \| 20-24 \| 12 \| \| 4 \| 15-20 \| 0 \| \| 8 \| 10-14 \| 8 \| \| 4 \| 5-9 \| 4 \| \| 4 \| 0-4 \| 4 \| |        |             |       |       |       |       |          |
| Статево-вікова піраміда |        |             |       |       |       |       |          |
| Чоловіки | Вік    | Жінки       |       |       |       |       |          |
| 0 | 85 +   | 0           |       |       |       |       |          |
| 0 | 80-84  | 4           |       |       |       |       |          |
| 4 | 75-79  | 4           |       |       |       |       |          |
| 12 | 70-74  | 4           |       |       |       |       |          |
| 4 | 65-69  | 8           |       |       |       |       |          |
| 8 | 60-64  | 4           |       |       |       |       |          |
| 8 | 55-59  | 4           |       |       |       |       |          |
| 4 | 50-54  | 16          |       |       |       |       |          |
| 8 | 45-49  | 0           |       |       |       |       |          |
| 0 | 40-44  | 8           |       |       |       |       |          |
| 0 | 35-39  | 0           |       |       |       |       |          |
| 4 | 30-34  | 12          |       |       |       |       |          |
| 12 | 25-29  | 4           |       |       |       |       |          |
| 0 | 20-24  | 12          |       |       |       |       |          |
| 4 | 15-20  | 0           |       |       |       |       |          |
| 8 | 10-14  | 8           |       |       |       |       |          |
| 4 | 5-9    | 4           |       |       |       |       |          |
| 4 | 0-4    | 4           |       |       |       |       |          |

## Економіка
2010 року серед 113 осіб працездатного віку (15—64 років) 75 були активними, 38 — неактивними (показник активності 66,4%, у 1999 році було 70,9%). З 75 активних мешканців працювало 67 осіб (39 чоловіків та 28 жінок), безробітними було 8 (2 чоловіки та 6 жінок). Серед 38 неактивних 5 осіб було учнями чи студентами, 21 — пенсіонерами, 12 були неактивними з інших причин.

У 2010 році в муніципалітеті числилось 80 оподаткованих домогосподарств, у яких проживали 187,0 особи, медіана доходів виносила 16 071 євро на одного особоспоживача